# 117-film
117-film är ett historiskt filmformat, introducerat av Kodak år 1900 i samband med lanseringen av kameran No. 1 Brownie. 117-filmen medger sex bilder i formatet 6x6 cm. Andra tillverkare kallade formatet för "B1" eller "6x6-film". En populär kamera för 117-film var den första Rolleiflexen, som lanserades 1929. Kodak lade ned tillverkningen av 117-film år 1949 eftersom 120-film och 620-film då helt dominerade marknaden för mellanformat.

## Källhänvisningar
1. ↑  "120 Film Square Slide Scanning". Old-photo.com. Läst 21 augusti 2014. (engelska)